# Фёдоровский геологический музей
Фёдоровский геологический музей — музей, основанный учёным-кристаллографом, геологом Евграфом Степановичем Фёдоровым в 1894 году в Турьинских рудниках (ныне город Краснотурьинск в Свердловской области). Евграф Степанович Фёдоров в период с 1894 по 1899 год. руководил геологическими исследованиями на части Среднего и Северного Урала, которая именовалась тогда Богословским горным округом. В музее представлены результаты этих исследований, а также минералогия края и сведения о деятельности Е. М. Фёдорова.
Фёдоровский геологический музей входит в состав Муниципального учреждения «Краснотурьинский краеведческий музей».

## История
Геологический музей занимает часть двухэтажного каменного здания 1882 года постройки. Первоначально в здании располагалось Горное училище.
Евграф Степанович Фёдоров приехал в поселок Турьинский рудник в мае 1894 года в качестве руководителя геологоразведочных работ в Богословском горном округе. Кроме того, он преподавал в окружном горном училище, которое было открыто в 1884 году. Геологический музей, в котором было собрано около 80 тысяч экспонатов горных пород, был основан при лаборатории училища.
Создавая музей, Е. С. Фёдоров видел его назначение прежде всего в том, чтобы в нём «сосредотачивались все материалы о геологическом строении округа, итоги разведочных работ — отчёты, записки, керны и шлифы. Другими словами это будет геологический штаб…». В 1898 году музей стал открытым для посетителей, но при этом ещё долгие годы имел практическое значение.
Благодаря имевшимся в Фёдоровском геологическом музее образцам горных пород и карт, в начале 1930-х годов геолог Н. А. Каржавин, практически не выходя из здания музея, сделал выдающееся геологическое открытие — месторождение бокситовых руд «Красная шапочка».
В советское время музей им. Е. С. Фёдорова получил официальный статус, а в 1979 году в музее был восстановлен личный кабинет учёного.
Со времён основания музея сохранились витрины, стол-бюро, этажерка, книжные шкафы, шкафы для графической документации, ставшие сами по себе экспонатами.

## Экспозиция
В залах музея представлены коллекционные образцы уральских самоцветов, кристаллов, редких и необычных по форме и сочетанию минералов, характерные для региона образцы полезных ископаемых. Собрание минералов дополняет коллекция изделий из полудрагоценных камней. Значительную часть музейной экспозиции занимают палеонтологические находки, ископаемые флора и фауна, найденные в данной местности.
В коллекции музея находится более 180 тысяч музейных предметов. В том числе: 117 тысяч образцов коллекционного материала, 62 тысячи — шлифов, 3 тысячи листов картографического материала, 4,5 тысяч книг, журналов, брошюр. Самая большая по объёму — коллекция образцов минералов и горных пород, относящихся к данному региону.
В фондах Фёдоровского музея сохранились многие подлинные вещи, которыми пользовался Е. С. Фёдоров и его соратники: микроскопы, фотокамеры, универсальные столики Фёдорова, аналитические и технические весы, компасы, геодезические и геологические инструменты, шлифовальные машинки, химическая посуда, чертёжные принадлежности.
На прилегающей к зданию музея территории расположен Музей горной машинерии, включающий подлинные инструменты геологоразведки недр.

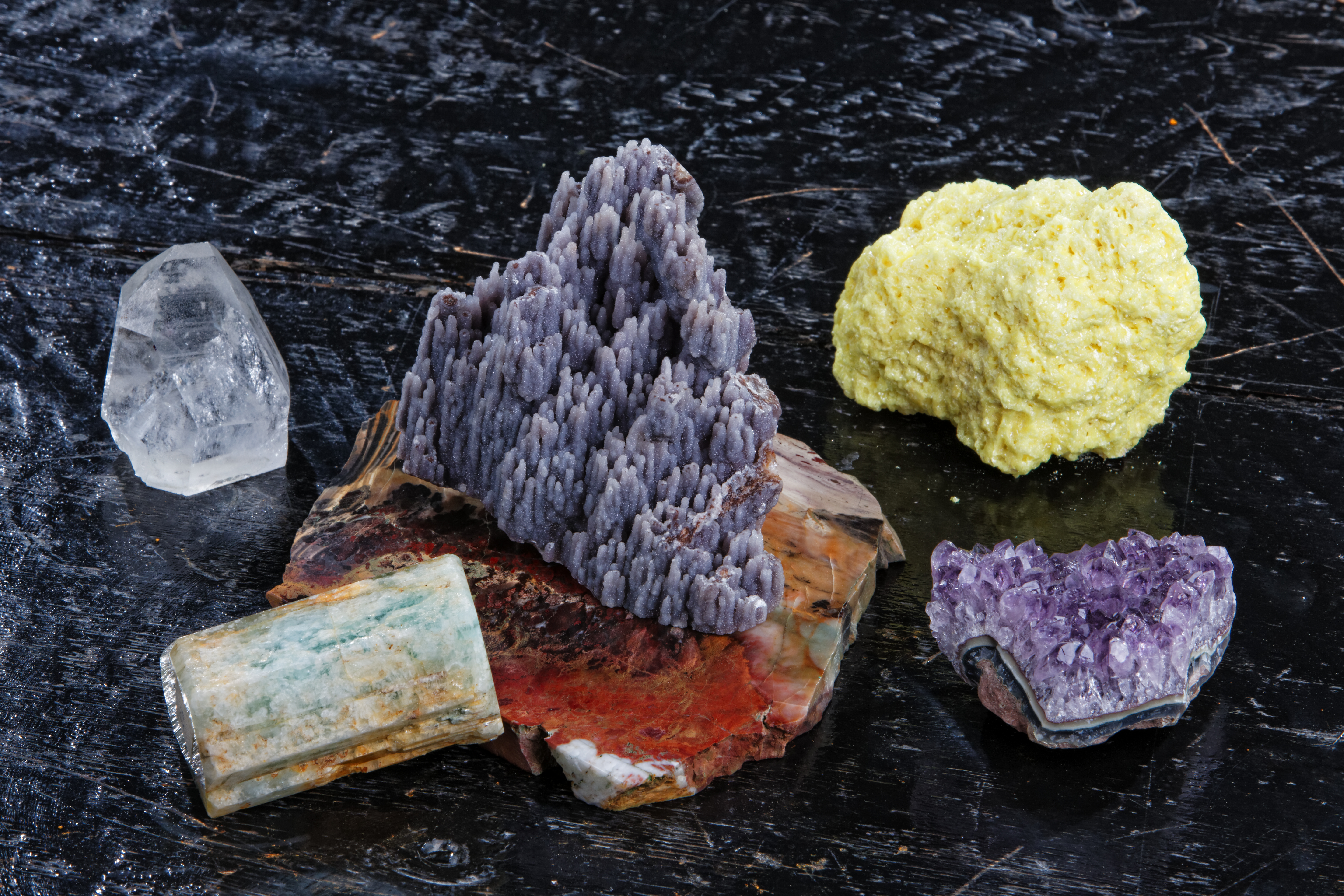
Коллекция минералов
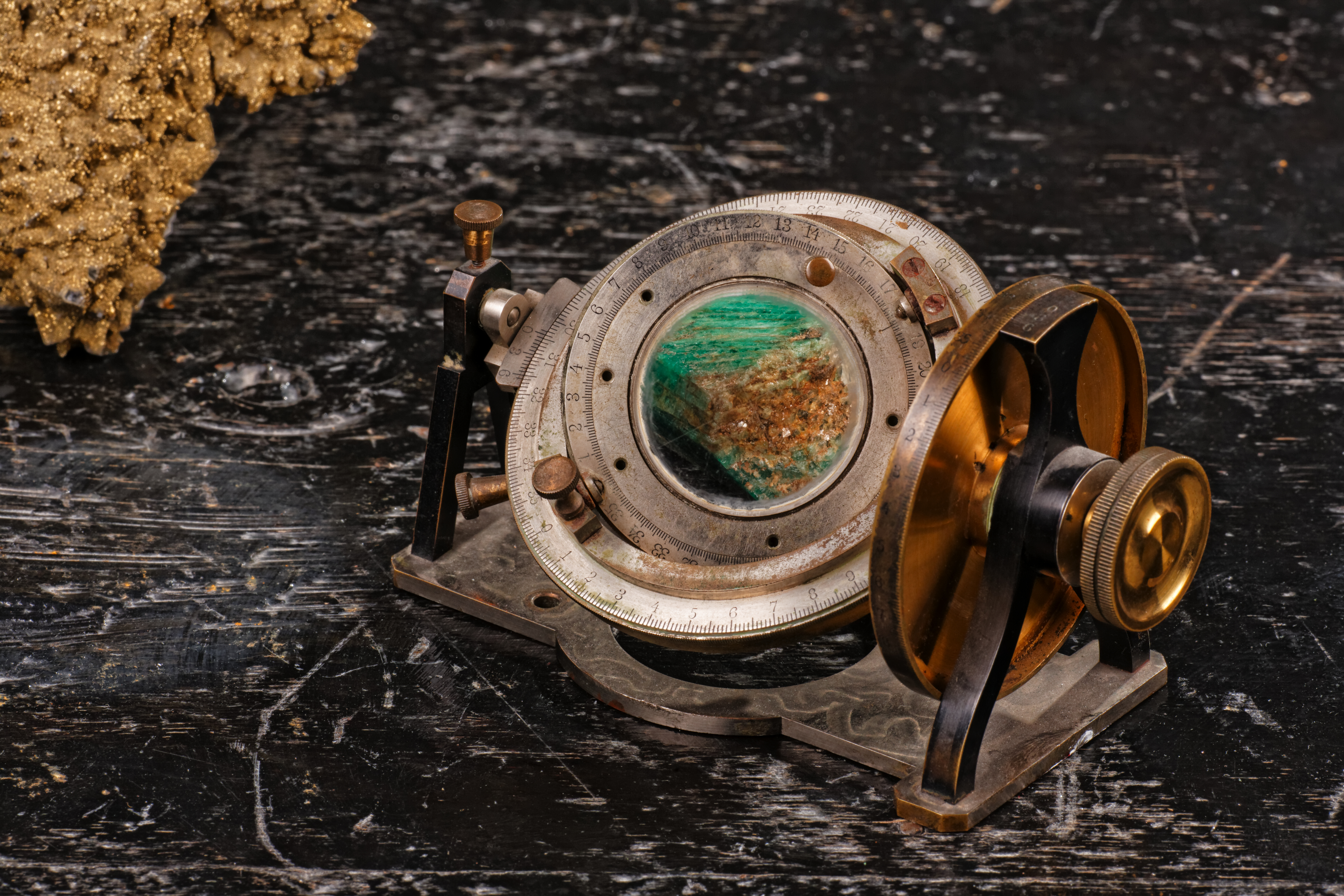
Фёдоровский столик
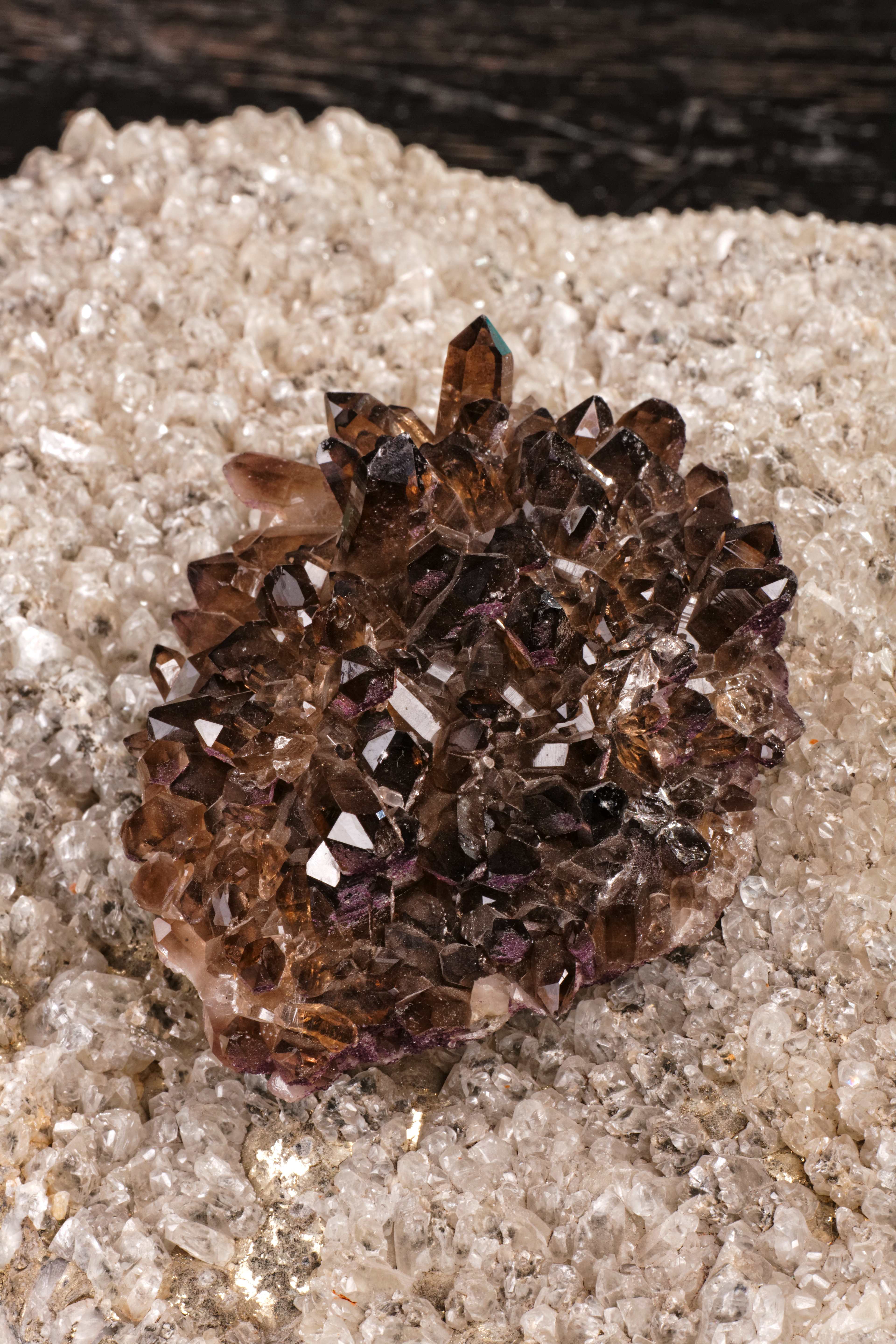
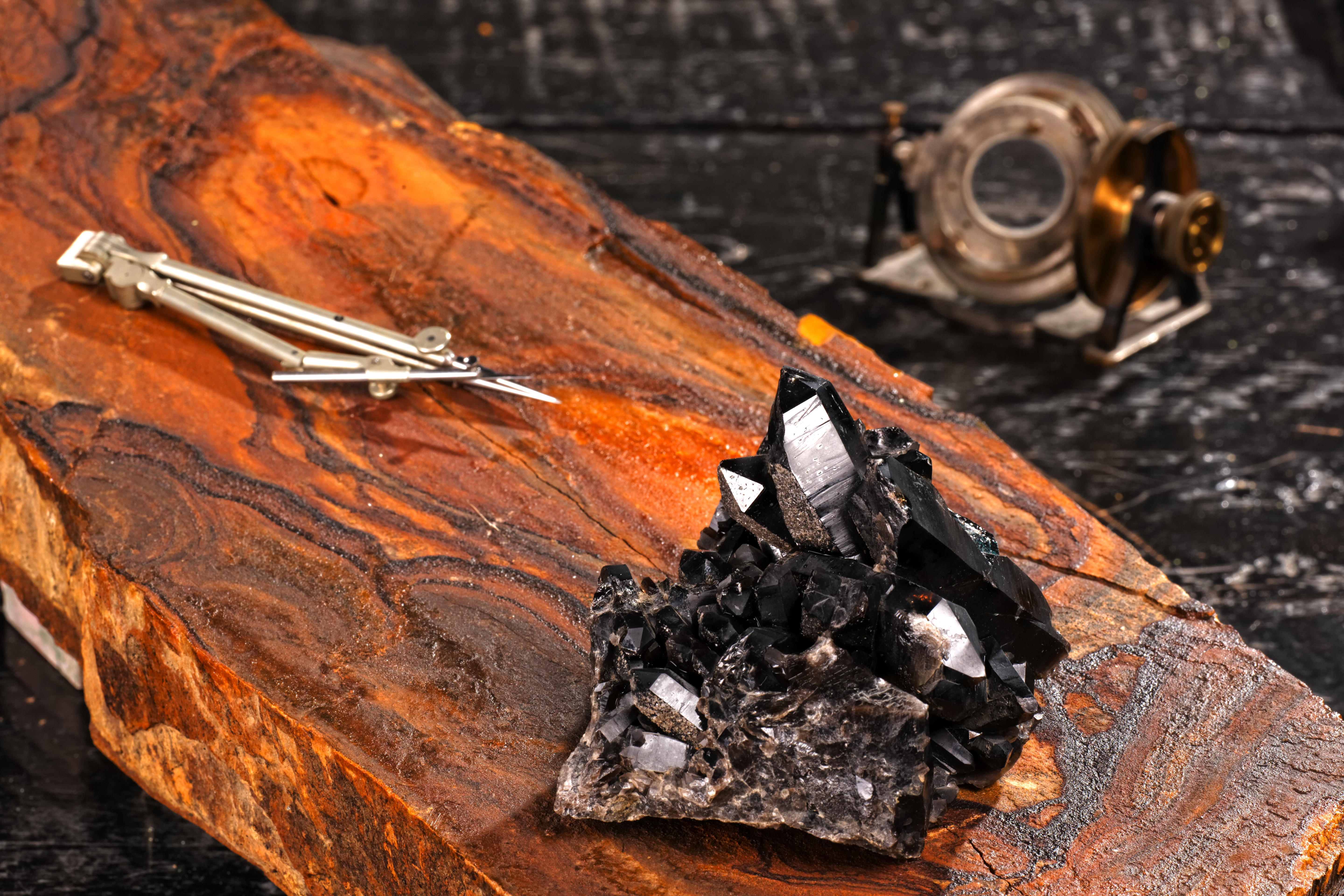
Экспонаты музея
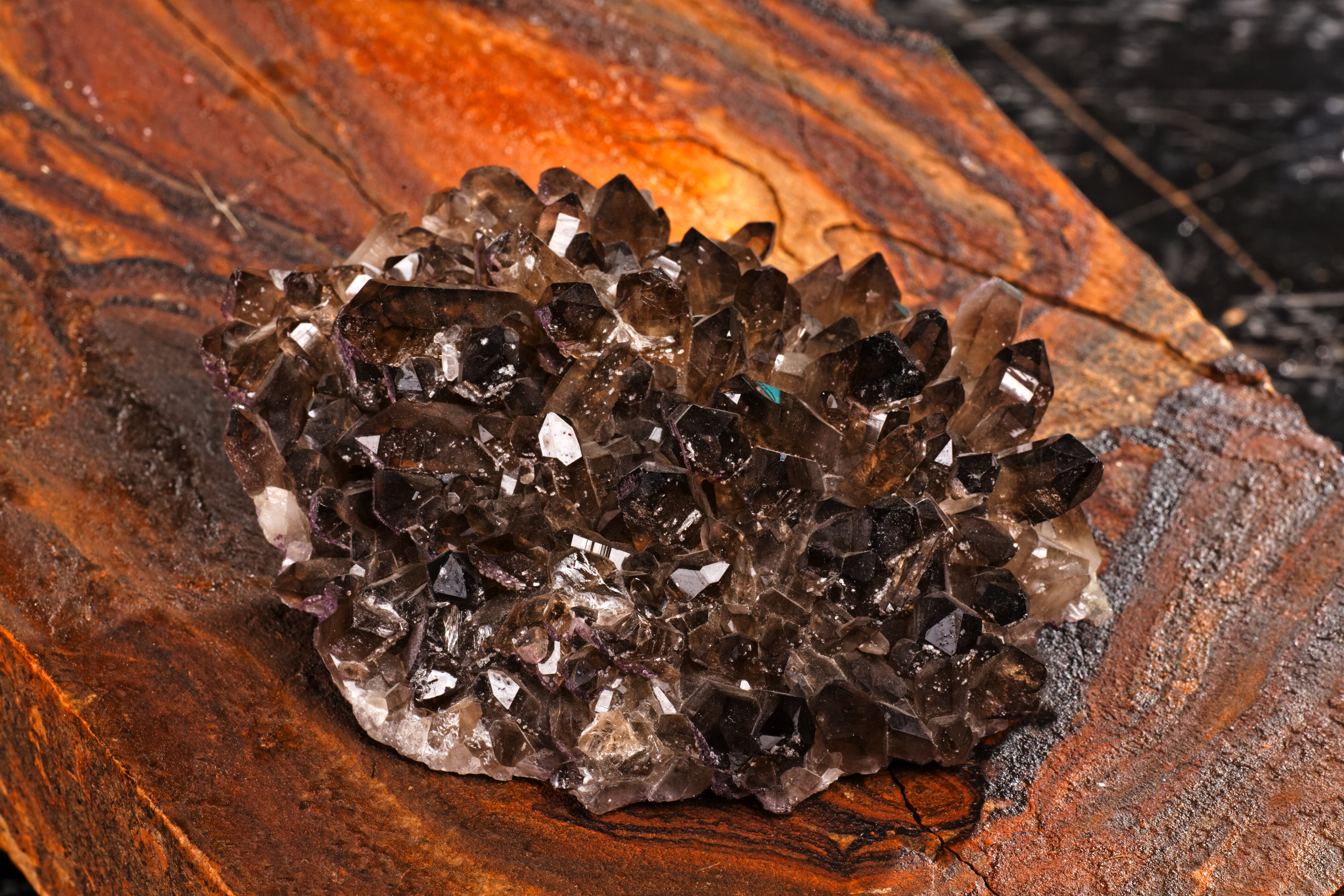
Друза цитрина